# Ricardo Baroja
Pour les articles homonymes, voir Baroja (homonymie).
Ricardo Baroja est un peintre, graveur et écrivain basque espagnol, né à Minas de Riotinto (Huelva) en 1871 et mort à Bera (Navarre) en 1953.

## Biographie
Fils d'un ingénieur et auteur populaire, il est le frère aîné du grand écrivain Pío Baroja et de l'intellectuelle féministe Carmen Baroja. Fixé à Madrid, il commence à peindre vers 1885. Partageant l'inquiétude de la Génération de 98, lui et son frère fréquentent Unamuno, Valle-Inclán et Azorín, à l'Athénée comme au Nouveau Café de Levante. Il épouse Carmen Monné en 1918, et se prononce en faveur de la République.
Sa vie prend un tour plus sombre à partir des années 1930 : il perd l'œil droit en 1931 dans un accident de voiture, puis sa maison-atelier de Madrid est détruite dans un bombardement durant la Guerre d'Espagne. Appauvri et désillusionné, il se fixe avec sa femme dans la maison que Pío Baroja avait achetée à Bera en Navarre.
Egalement écrivain, son roman La Nao Capitana est primé en 1936 puis adapté au cinéma par Florián Rey en 1947. Il meurt d'un cancer de la langue.

## Œuvre
Il est l'auteur de vues de l'Espagne populaire, avec une approche triste, parfois dramatique, qui le rapproche des peintres de l'Espagne noire, Regoyos, Zuloaga ou Solana, qu'il côtoie.
Il fait également le portrait de ses proches tels Azorín (1901), Valle-Inclán (1902) ou encore María Guerrero (1916, Musée Reina Sofía).
Il a représenté les conséquences de la guerre d'Espagne dans de nombreux tableaux, par exemple Retour au village (1938, Musée des Beaux-Arts de Bilbao).
Il reste peut-être avant tout connu pour ses eaux-fortes, étant considéré comme le « meilleur aquafortiste de son temps » et le successeur de Goya par la critique espagnole.

## Galerie

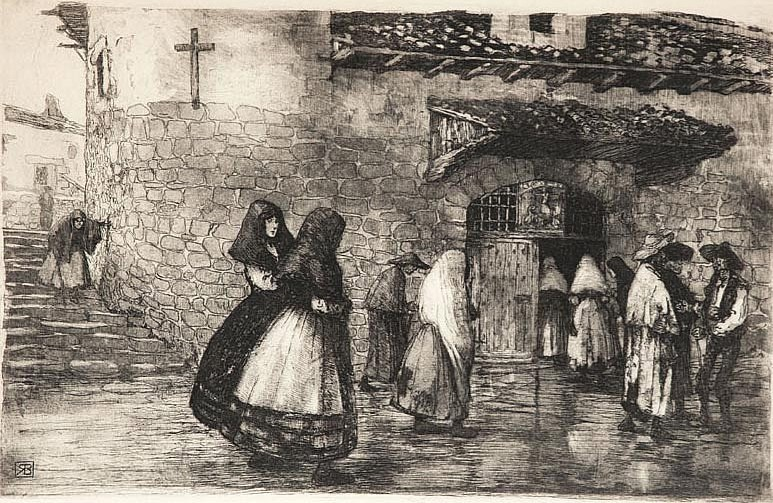
La ermita o Entrando en la iglesia, eau-forte et aquatinte (ca. 1908).
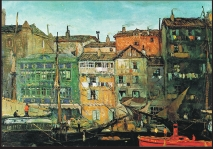
Port sur la mer Cantabrique, peinture à l'huile (1927, Musée Reina Sofía)